# Palacio de Justicia (Porto Alegre)
El Palacio de Justicia es un edificio de la ciudad brasileña de Porto Alegre, Brasil.
Se levanta en la praça da Matriz y fue construida entre 1953 y 1968. El proyecto corresponde a Luís Fernando Corona y Carlos Maximiliano Fayet. Es una de las principales obras de arquitectura moderna brasileña realizadas en el estado de Río Grande del Sur.